# John Wells (Ruderer)
John Wells (* 1859 in Mississippi; † 18. April 1929 in New Orleans) war ein US-amerikanischer Ruderer.

## Karriere
Wells nahm an den Olympischen Spielen 1904 in St. Louis teil. Hier erreichte er mit seinem Partner Joseph Ravannack im Doppelzweier den dritten Rang und sicherte sich somit Bronze. Auf nationaler Ebene konnte er einige lokale Rennen gewinnen.
Neben seiner aktiven Laufbahn betätigte er sich auch als Trainer im Rudersport. Außerdem betrieb er ein Schuhgeschäft in New Orleans.